# 空中生物学
空中生物学（くうちゅうせいぶつがく、Aerobiology）とは、生物学の一分野で、細菌、菌類の胞子、小さな昆虫や花粉など、受動的に空中を移動する生物体（気生プランクトン）を扱う学問のことである。空中生物学はこれまでは、花粉症患者のために空中に飛散する花粉量を計測し報告することをメインの活動の一つとしてきた。
空中を漂う藻類（気生藻）は1910年にドイツで初めて発見された。2002年、海藻や他の微小水生生物が雲の中に生息しているのが発見された。大きな雲は狭い湖と同じくらいの量の水分を含んでいる。
空中生物学の重要な医学への応用としては、空気感染症の感染の研究がある。細菌やウイルスが空気感染することは良く知られている。
空中生物学は急速に発展しつつある科学であり、工学や気象学の分野とも関連している。